# Ефектът на Карбонаро
„Ефектът на Карбонаро“ (на английски: The Carbonaro Effect) е американски телевизионен риалити сериал със скрита камера, воден от фокусника и актьор Майкъл Карбонаро, който изпълнява номера на случайни хора.
Дебютира на 1 април 2014 г. и е излъчен по truTV. За да популяризира втората половина на първия сезон, TBS излъчва двучасов маратон на 30 октомври 2014 г. Премиерата на втория сезон е на 1 април 2015 г.; премиерата на третия сезон е на 1 февруари 2017 г.; премиерата на четвъртия сезон е на 17 май 2018 г., заедно с нова вътрешна поредица, озаглавена The Carbonaro Effect: Inside Carbonaro. На 11 октомври 2019 г. е обявено, че премиерата на петия сезон ще бъде на 7 ноември 2019 г. Карбонаро избира да сложи край на шоуто след петия му сезон.

## Допълнителни издания
The Carbonaro Effect: Inside Carbonaro е шоу, в което излъчени преди това епизоди се показват отново с нови факти и бонус сцени, представени от самия Карбонаро. Първият епизод е излъчен на 17 май 2018 г. след премиерата на сезон 4.
The Carbonaro Effect: Double Takes включва неизлъчвани реакции на трикове от по-ранни предавания, като Карбонаро коментира сцените.